# Огнепроводный шнур
Огнепрово́дный шнур (ОШ) — выполненное в виде гибкого шнура пиротехническое средство для передачи огневого импульса на капсюль-детонатор или пороховой заряд для осуществления подрыва через определённый промежуток времени.

Огнепроводный шнур (схема).

## Типы
ОШ может быть открытым (фитиль, стопин) и закрытым («Бикфордов шнур» и подобные ему более современные, «Виско-шнур»). Закрытые шнуры, в отличие от открытых, нечувствительны к воздействию атмосферы (ветер, влага), способны гореть даже под водой, а также обладают гораздо более стабильной скоростью горения и надёжностью.
Фитиль — шнурок из растительной пряжи, обычно предварительно вываренный в щелоке и пропитанный селитрой или ацетатом свинца. Фитиль не горит, а медленно тлеет, чувствителен к ветру и сырости, не проводит огонь сквозь отверстия. Скорость тления труднопредсказуема. 
Не путать с фитилём, используемым в фитильном оружии.
Часто "фитилём" называют любой огнепроводный шнур. С технической точки зрения это некорректно, однако достаточно прочно устоялось.
Стопин (итал. stoppino) — пучок ниток, покрытый пороховой мякотью с клеем. Горит быстро (несколько сантиметров в секунду), проводит огонь через отверстия. Хрупок, в месте перелома может затухнуть. Будучи помещённым в бумажную трубку — взрывается («простреливает»). На этом свойстве основано действие так называемого «стопинового привода» (англ. “Quick Match”) — средства для передачи огня на значительное расстояние почти мгновенно.
Как фитиль, так и стопин пиротехники часто делают вручную, кустарным или полукустарным способом.
«Бикфордов шнур», а также современные ОШ закрытого типа, представляют собой горючую сердцевину, заключённую в оплетку из хлопчатобумажной или льняной пряжи в несколько слоев и покрытую снаружи асфальтовой мастикой либо полимерной оболочкой. 
Название «бикфордов шнур» стало нарицательным для обозначения шнуров закрытого типа.

## История
Изобретение английским инженером Уильямом Бикфордом нового типа шнура позволило повысить надёжность передачи импульса. В бикфордовом шнуре стопин, покрытый пороховой мякотью, заключён в двойную текстильную оплётку, верхний слой которой для защиты от сырости пропитан битумом. Стопин обеспечивал устойчивость горения шнура, пороховая мякоть достаточную силу пламени, двойная оплётка гибкость и целостность сердцевины, битум, кроме защиты от сырости, также позволял пороховым газам при горении прорываться наружу, а кислороду поступать в зону горения. Собственного кислорода горючему составу не хватало, так как в нём было низкое содержание селитры — основного поставщика кислорода. Однако бикфордов шнур имеет ряд недостатков, не отвечающих современным требованиям надёжности и безопасности: он гаснет в воде, скорость горения нестабильна, битум при низких температурах трескается и теряет свои качества.
Современные ОШ имеют сердцевину из специального «шнурового» дымного пороха, заключённую в многослойную оплётку из хлопчатобумажной или льняной пряжи, покрытую асфальтовой мастикой или пластиковой оболочкой. По центру сердцевины проходит технологическая направляющая нить, которая при изготовлении шнура обеспечивает равномерное его заполнение порохом. При горении шнура оплетка позволяет прорываться наружу образующимся газам, но защищает горящую сердцевину от воздействия ветра, влаги и даже воды.

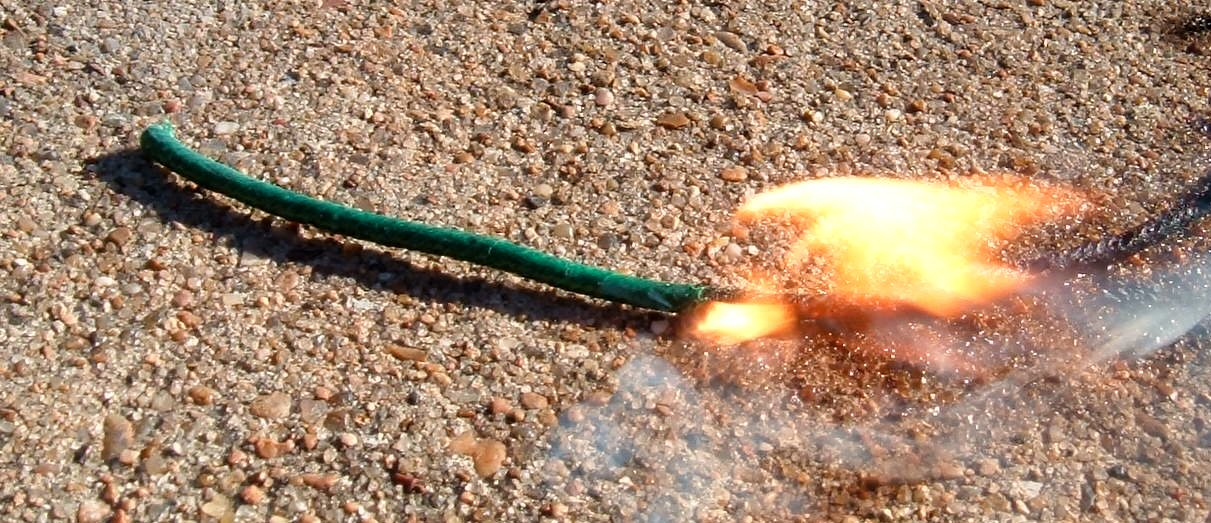
Огнепроводный шнур «Виско»

Скорость горения ОШ строго нормируется и контролируется при изготовлении, составляет, как правило, около 1 см в секунду.
В СССР выпускался ОШ следующих марок:
ОШ — покрытый клеевой мастикой, белого цвета, ограниченной влагостойкости.
ОША — покрытый асфальтовой мастикой, чёрный.
ОШДА — двойного асфальтирования, для использования под водой.
ОШП — в пластиковой оболочке, неокрашенный.
ОШП-МГ — медленногорящий, оболочка из пластика, синего цвета.
В медленногорящем шнуре вместо дымного пороха используется специальный «малогазовый» пиротехнический состав.
В бытовой пиротехнике большое распространение получил китайский огнепроводный шнур виско (visco fuse). Это закрытый шнур упрощённого типа. Он состоит из двух оплеток хлопчатобумажных ниток, внутрь которых помещён горючий состав. Сверху шнур покрыт нитролаком. Бывает очень много различных цветов — зелёный, красный и красно-бело-синий и т. д.. Цвет виско-шнура определяет его различные характеристики горения. К примеру, скорость горения зелёного шнура 1 см/сек. Данный шнур хорошо держит горение, способен гореть под водой. В отличие от шнуров ОШ, передаёт горение между соприкасающимися отрезками. Наружный диаметр шнура 1/16 дюйма.
В непрофессиональной среде встречаются суррогатные изделия, выполняющие роль огнепроводного шнура — «пороховой скотч» (дорожка из зёрен дымного пороха, заклеенная в липкую ленту), трубочки для коктейля, начинённые спичечной «серой» и т. п. Эти изделия характеризуются низкой надежностью и, главное — непредсказуемостью действия (например, не исключен «прострел», то есть, мгновенная передача огня от одного конца изделия к другому).

## В кино
- Горение стопинового шнура можно увидеть в кинофильме «Белое солнце пустыни», в сцене «Эй, хозяин! Прикурить есть?».

- Горение шнура типа Бикфордова показано в кинофильме «Плата за страх», в сцене подрыва перегородившего дорогу камня

- Горение шнура закрытого типа показано во 2-й серии 3-го сезона сериала "Убойная сила" (Фильм. 1-й, "Предел прочности") в эпизоде, где чеченец держит в руках тротил, замаскированный под мыло.